# Províncias da Bélgica
A Bélgica é dividida em três regiões: Valônia, Flandres e Bruxelas-Capital. As duas primeiras estão subdivididas em cinco províncias cada uma. A divisão em províncias foi estabelecida pelo artigo 5º da constituição belga. As províncias são ainda subdivididas em arrondissements (distritos administrativos). A região de Bruxelas-Capital comporta apenas um arrondissement.

## Governo provincial
O governo provincial é composto de
- Governador
- Conselho Executivo, denominado Deputação Permanente (Bestendige Deputatie) na Região da Flandres e  Colégio Provincial (Collège Provincial), na Região da Valónia
- Conselho Provincial (Provincieraad), equivalente ao Provinciale Staten neerlandês), eleito pelos habitantes da província para um mandato de 6 anos.

A Deputação Permanente  e os Colégios Provinciais são compostos por sete membros: o governador e seis deputados eleitos pelo Conselho Provincial dentre os seus membros. O número de lugares nos Conselhos Provinciais é proporcional à população da província.

## Províncias da região flamenga
| Província       | Antuérpia                                    | Limburgo                                     | Brabante Flamengo                            | Flandres Oriental                               | Flandres Ocidental                            |
| Nome neerlandês | Antwerpen                                    | Limburg                                      | Vlaams Brabant                               | Oost-Vlaanderen                                 | West-Vlaanderen                               |
| Nome alemão     | Antwerpen                                    | Limburg                                      | Flämisch-Brabant                             | Ostflandern                                     | Westflandern                                  |
| Nome francês    | Anvers                                       | Limbourg                                     | Brabant flamand                              | Flandre orientale                               | Flandre occidentale                           |
| Local           |                                              |                                              |                                              |                                                 |                                               |
| Bandeira        |                                              |                                              |                                              |                                                 |                                               |
| Brasão de Armas |                                              |                                              |                                              |                                                 |                                               |
| HASC            | BE.AN                                        | BE.LI                                        | BE.VB                                        | BE.OV                                           | BE.WV                                         |
| FIPS            | BE01                                         | BE05                                         | BE12                                         | BE08                                            | BE09                                          |
| ISO 3166-2:BE   | VAN                                          | VLI                                          | VBR                                          | VOV                                             | VWV                                           |
| Código Postal   | 2000-2999                                    | 3500-3999                                    | 1500-1999, 3000-3499                         | 9000-9999                                       | 8000-8999                                     |
| Área            | 2860 km² 21.15% de Flanders 9.38% da Bélgica | 2414 km² 17.85% de Flanders 7.92% da Bélgica | 2106 km² 15.57% de Flanders 6.91% da Bélgica | 2982.24 km² 22.12% of Flanders 9.81% of Belgium | 3151 km² 23.30% de Flanders 10.33% da Bélgica |
| Highest point   | Beerzelberg (55 m)                           | Remersdaal (288 m)                           | Walshoutem (137 m)                           | Hottondberg (150 m) Pottelberg (157 m)          | Kemmelberg (156 m)                            |
| Subdivisões     | 3 Arrondissements 70 municípios              | 3 Arrondissements 44 municípios              | 2 Arrondissements 65 municípios              | 6 Arrondissements 65 municípios                 | 8 Arrondissements 64 municípios               |
| Capital         | Antuérpia                                    | Hasselt                                      | Leuven                                       | Gent                                            | Brugge                                        |
| População       | 1,682,683 28% de Flanders                    | 805,786 13% de Flanders                      | 1,037,786 17% de Flanders                    | 1,389,199 23% de Flanders                       | 1,130,040 19% de Flanders                     |
| Densidade       | 587 / km²                                    | 333 / km²                                    | 493 / km²                                    | 459 / km²                                       | 362 / km²                                     |
| Governador      | Cathy Berx                                   | Steve Stevaert                               | Lodewijk De Witte                            | André Denys                                     | Paul Breyne                                   |
| Governo         | CD&V,sp.a,VLD                                | CD&V,sp.a,VLD                                | CD&V,sp.a,VLD                                | CD&V,sp.a,VLD                                   | CD&V,sp.a                                     |
| website         | www.provant.be                               | www.limburg.be                               | www.vlaamsbrabant.be                         | www.oost-vlaanderen.be                          | www.west-vlaanderen.be                        |

## Províncias da Valônia
| Província          | Hainaut                                       | Brabante Valão                              | Namur                                         | Liège                                         | Luxemburgo                                    |
| Nome em francês    | Hainaut                                       | Brabant wallon                              | Namur                                         | Liège                                         | Luxembourg                                    |
| Nome em alemão     | Hennegau                                      | Wallonisch-Brabant                          | Namur                                         | Lüttich                                       | Luxemburg                                     |
| Nome em neerlandês | Henegouwen                                    | Waals Brabant                               | Namen                                         | Luik                                          | Luxemburg                                     |
| Local              |                                               |                                             |                                               |                                               |                                               |
| Bandeira           |                                               |                                             |                                               |                                               |                                               |
| Brasão de Armas    |                                               |                                             |                                               |                                               |                                               |
| HASC               | BE.HT                                         | BE.BW                                       | BE.NA                                         | BE.LG                                         | BE.LX                                         |
| FIPS               | BE03                                          | BE10                                        | BE07                                          | BE04                                          | BE06                                          |
| ISO 3166-2:BE      | WHT                                           | WBR                                         | WNA                                           | WLG                                           | WLX                                           |
| Área               | 3800 km² 22.56% de Wallonia 12.44% da Bélgica | 1093 km² 6.49% de Wallonia 3.58% da Bélgica | 3664 km² 21.75% de Wallonia 11.99% da Bélgica | 3844 km² 22.82% de Wallonia 12.58% da Bélgica | 4443 km² 26.38% de Wallonia 14.54% da Bélgica |
| Subdivisões        | 7 arrondissements 69 municípios               | 1 arrondissement 27 municípios              | 3 arrondissements 38 municípios               | 4 arrondissements 84 municípios               | 5 arrondissements 44 municípios               |
| Capital            | Mons                                          | Wavre                                       | Namur                                         | Liège                                         | Arlon                                         |